# Ehrenberg (Arizona)
Ehrenberg é uma Região censo-designada localizada no estado americano de Arizona, no Condado de La Paz.

## Demografia
Segundo o censo americano de 2000, a sua população era de 1357 habitantes.

## Geografia
De acordo com o United States Census Bureau tem uma área de
31,6 km², dos quais 30,9 km² cobertos por terra e 0,7 km² cobertos por água.

## Localidades na vizinhança
O diagrama seguinte representa as localidades num raio de 40 km ao redor de Ehrenberg.